# 小行星10986
小行星10986（10986 Govert）是一颗绕太阳运转的小行星，为主小行星带小行星。该小行星于1977年10月发现。

## 轨道参数
小行星10986的轨道半长轴为333 124 792 km（2.2267700 UA），离心率为0.127。